# Benjamin Briggs
Benjamin Spooner Briggs (Massachusetts, Estados Unidos, 24 de abril de 1835 - desaparecido en el océano Atlántico probablemente en noviembre de 1872) fue un marinero estadounidense. Es famoso por haber sido el capitán del buque mercante Mary Celeste que fue encontrado sin su tripulación y sin su bote salvavidas en el Atlántico cerca del estrecho de Gibraltar el 4 de diciembre de 1872 por la tripulación del Dei Gratia. El extraño caso de la desaparición de Briggs sigue sin resolver hasta nuestros días.

## Biografía

### Carrera marítima
La familia Briggs de Massachusetts tenía una larga conexión marítima, y el propio Briggs pasó la mayor parte de su vida en el mar. Era un marinero experimentado, resistente y capaz. Según los informes, fue respetado por quienes sirvieron bajo su mando debido a su imparcialidad y habilidad. Se abrió camino para convertirse en un maestro marinero. Briggs capitaneó el bergantín Sea Foam, y en 1862 se convirtió en maestro de la goleta de tres mástiles Forest King. Cuando tomó el mando del barco Arthur en 1865, entregó el mando del Forest King a su hermano, Oliver Briggs. Oliver Briggs era un socio comercial frecuente y marinero con su hermano.

### Familia
Benjamin Briggs era un hombre religioso creyente en la abstinencia. En 1862 se casó con Sarah Elizabeth Cobb, hija del reverendo Leander Cobb. Los recién casados pasaron su luna de miel en Europa habiendo ido a bordo del barco Sea Foam. Su hijo, Arthur Spooner Briggs, nació en 1865 en Marion, Massachusetts. Al año siguiente, la familia viajó a Marsella; al volver nació su hija, Sophia Matilda Briggs, el 31 de octubre de 1870.

### Mary Celeste
En 1871, tras más de 30 años trabajando en el mar, Briggs y su hermano optaron por reducir sus negocios marítimos y comprar una ferretería en New Bedford. Sin embargo, en 1872, Briggs aceptó la propuesta de James Winchester de ser el capitán del bergantín Mary Celeste, e hizo modificaciones en la cabina para albergar a su familia. A finales de 1872, partió desde Nueva York con rumbo a Génova, Italia, transportando barriles de alcohol industrial junto a su hija Sophia y su esposa Sarah. Su hijo Arthur se quedó con su abuela en Marion para asistir a la escuela.
En noviembre de 1872 el Mary Celeste fue encontrado abandonado en el océano Atlántico cerca del estrecho de Gibraltar. Briggs, su familia y la tripulación nunca fueron encontrados. Su destino sigue siendo un misterio.

### Teorías
Entre las teorías de lo que pudo haber sucedido, hay algunas que pueden hacer volar mucho la imaginación. Por un lado, señalan que pudo haber sido atacado por piratas, aunque los rastros y los artículos valiosos pueden descartar fácilmente esta idea.
Otros más hablan de una espeluznante criatura marina, como en las antiguas leyendas. Algunos señalan que el cocinero de la embarcación enloqueció y envenenó a todos. Y una última versión, fue la de un fenómeno natural donde el mal tiempo los lanzó a la profundidad del mar.
Cualquiera de las teorías sobre lo que pasó con el “Mary Celeste”, no logra dar una convincente explicación de lo sucedido. Aunque el barco posteriormente fue llevado a Gibraltar y continúo navegando durante 12 años más.

### Legado
Benjamin Spooner Briggs tiene descendientes vivos a través de su hijo Arthur, que se quedó en casa con su abuela, incluidos Benjamin Yarbrough Briggs, y John Briggs, de Boston, Massachusetts.
Un cenotafio que conmemora a la familia se encuentra en el cementerio Evergreen, Marion, Massachusetts. La inscripción dice: "Capitán Benjamin S. Briggs, nacido el 24 de abril de 1835, Sarah E. Cobb, su esposa nacida el 20 de abril de 1841, Sophia M., su hija, nacida el 31 de octubre de 1870. Perdidos en el bergantín Mary Celeste, noviembre de 1872"
Briggs es el protagonista principal en el videojuego Limbo of the Lost, en el que Briggs está atrapado en una batalla entre Destiny y Fate. En el juego, Briggs es muy ficticio, nunca menciona a su esposa, hijos o a la tripulación del Mary Celeste en absoluto durante los eventos de la historia, además de ser retratado como británico debido a la actuación de voz de Laurence Francis.